# Турчанка (приток Снова)
Турчанка (укр. Турчанка) — левый приток Снова, протекающий по Корюковскому и Сновскому районах (Черниговская область, Украина). В среднем и верхнем течении (до впадения Березовки) называется Турья.

## География
Длина — 39 или 40 км. Площадь водосборного бассейна — 446 км². Русло реки (отметки уреза воды) в среднем течении (село Чепелев) — 122,2 м, в верхнем течении (село Романовская Буда) — 147,3 м.
Русло слабо-извилистое. Скорость течения — 0,2 (у истока — 0,1). Русло на протяжении почти всей длины выпрямлено в канал (канализировано) шириной 12 м и глубиной 2,2 и 2,5 м (в нижнем течении шириной 11 м и глубиной 0,5 и 0,8 м). На реке в верхнем течении создан пруд (село Романовская Буда).
Пойма очагами занята лесами, лугами и заболоченными участками. В нижнем течении (между селами Турья и Чепелев) берега обрывистые с пляжами высотой 2 м, где у правому берегу примыкают лугово-болотными угодьями. На протяжении всей длины (кроме верхнего течения) к руслу примыкают каналы и сети каналов.
Берёт начало восточнее села Лупасово (Корюковский район). Река течёт на запад. Впадает в Снов севернее города Сновск (Сновский район), часть города ранее была отдельным селом Носовка.
Притоки (от истока к устью): Передовка, Брус, Селище, Березовка, Тихонка, Струга
Населённые пункты на реке (от истока к устью):
Корюковский район
1. Лупасово
2. Романовская Буда (бывшее Червоная Буда)
3. Туровка

Сновский район
1. Софиевка
2. Чепелев
3. Турья